# Сан Валентино (Ријети)
Сан Валентино је насеље у Италији у округу Ријети, региону Лацио.
Према процени из 2011. у насељу је живело 26 становника. Насеље се налази на надморској висини од 482 м.